# پیرینو، آفتی برای رهایی
پیرینو، آفتی برای رهایی (ایتالیایی: Pierino la peste alla riscossa!) یک فیلم کمدی سکسی سبک ایتالیایی به کارگردانی اومبرتو لنتسی است که در سال ۱۹۸۲ منتشر شد.

## گزیدهٔ بازیگران
- جورجو آریانی
- ماریو برگا
- دیدی پرگو
- النا فابریتسی
- اوگو فانگارجی
- جاکومو ریتسو
- جنی تامبوری
- رنتسو مونتانیانی
- انتسو آندرونیکو
- سرنا گراندی
- تیبریو مورجا
- انتسو روبوتی
- انیو آنتونلی
- فرانکا اسکانیه‌تی
- ارنستو کولی
- آدریانا فاکتی